# John Fred
John Fred, né John Fred Gourrier le 8 mai 1941 à Bâton-Rouge, Louisiane, mort le 14 avril 2005 à La Nouvelle-Orléans, Louisiane, est un musicien et chanteur américain de blue-eyed soul, swamp pop et R&B. Il est célèbre pour le titre Judy in Disguise (With Glasses).

## Biographie
Son groupe, John Fred and the Playboys, se forme en 1956. Leur premier single à succès est Shirley, sorti en mars 1959. À cette occasion, le groupe participe au show d'Alan Freed, et est également contacté par Dick Clark pour American Bandstand, show auquel ils ne pourront finalement pas participer.
En 1967, Fred et un autre membre du groupe Andrew Bernard coécrivent « Judy in Disguise (With Glasses) », dont le nom est une reprise parodique d'une chanson du groupe britannique The Beatles, « Lucy in the Sky with Diamonds ». La chanson, produite par la société louisiane Jewel Records sous le label Paula, remporta un franc succès, chassant une autre chanson des Beatles (Hello, Goodbye) de la première place du classement du Billboard Hot 100 qu'il garda deux semaines en janvier 1968. Plus d'un million de disque sont vendus, et la chanson est récompensée d'un disque d'or,.
Bien que Fred ait effectivement réussi à former un groupe jugé bien rodé, talentueux et expérimenté, maintenant connu sous le nom John Fred & His Band Playboy, il a été étiqueté comme un « novelty act » (expression anglaise désignant un artiste ayant connu un succès fortement lié à un gimmick particulier qui lui a permis de se démarquer de la foule, même si celui-ci a peu de valeur intrinsèque, et est donc susceptible de lasser rapidement le public) qui n'a jamais par la suite rencontré le moindre succès.  Ce n'est qu'après des années de luttes judiciaires que Fred ne réussit à obtenir tous les droits légaux pour Judy in Disguise et de ses royalties. Plus tard, le groupe reprendra You're On My Mind de The Animals.